# クィントゥス・ペディウス
- クイントゥス・ペディウス

クィントゥス・ペディウス（Quintus Pedius、- 紀元前43年）はプレブス（平民）出身の共和政ローマの政治家・軍人。ガイウス・ユリウス・カエサルの親戚で、紀元前43年に補充執政官（コンスル・スフェクトゥス）を務めた。

## 出自
カピトリヌスのファスティによると、ペディウスの父のプラエノーメン（第一名、個人名）はマルクスであるが、祖父の名前は不明である。これは庶民階級であったペディトゥス家が、パトリキ（貴族）階級のユリア - カエサルの姉 - が身分違いの結婚をしたためと思われる。スエトゥニウスによれば、クィントゥス・ペディウスはユリアの孫にあたる。しかし、これは世代的に考えて疑問が残る。ペディクスの経歴から考えて、彼が生まれたのは紀元前88年以前と考えられ、だとすればカエサルとは12歳しか違わない。したがって、おそらくペディウスはユリアの息子でカエサルの甥にあたると思われる。
二度目の結婚で、ユリアはリキウス・ピナリアと結婚している。その息子あるいは孫がいくつかの記録でルキウス・ピナリウス・スカルプス（en）とされている。スカルプスはペディウスの甥または同腹の兄弟ということになる。

## 経歴
ペディウスは、ガリア戦争にカエサルのレガトゥス（副官）として参加している。紀元前57年の記録には、彼がカエサルのためにガリア・キサルピナで2個軍団を徴募したことが記されている。ベルガエでの敗北後、ペディウスはルキウス・アウルンクレイウス・コッタ（en）と共に、騎兵部隊を指揮している。紀元前55年には按察官（アエディリス）の選挙に立候補したが、カエサルの支援があったにもかかわらず落選してしまった。
カエサルとグナエウス・ポンペイウスとの戦争（ローマ内戦、紀元前49年 - 紀元前45年）が始まると、ペディウスはカンパニアに赴き、おそらくカエサルとキケロの間を仲裁を試みたと思われる。キケロが親友ティトゥス・ポンポニウス・アッティクスに宛てた手紙の一通には、カエサルからペディウスへの手紙が引用されており、ブルンディシウム（現在のブリンディジ）包囲戦の様子が伝えられている。紀元前48年、ペディウスはイタリアに留まっていたが、法務官（プラエトル）に就任していた。ティトゥス・アンニウス・ミロ（en）がルカニアでポンペイウスのために蜂起すると、ペディウスは1個軍団を率いてこれを鎮圧し、ミロを処刑した。その後、ペディウスは執政官代理（プロコンスル）としてヒスパニア・ウルテリオル（遠ヒスパニア）の属州総督として赴任した。しかし、ヒスパニアではポンペイウスの息子小ポンペイウスを中心にポンペイウス派が勢力を増し、カエサル派を上回った。ペディウスはクィントゥス・ファビウス・マクシムスと共に、カエサルの主力軍が到着するのを待ってポンペイウス派と戦い勝利（ムンダの戦い）、ローマに戻って凱旋式を実施している。
カエサルの死後、ペディウスは紀元前45年9月14日付の遺書により、カエサルの遺産の1/8を継承することとなった。後にそれをオクタウィアヌスに譲り、彼の支援者となった。ローマでは元老院派とカエサルの部下で執政官マルクス・アントニウスが妥協していたが、やがて両者は仲たがいし、アントニウスとマルクス・アエミリウス・レピドゥスは「国家の敵」とされた。紀元前43年の執政官アウルス・ヒルティウスとガイウス・ウィビウス・パンサ・カエトロニアヌスはアントニウス軍と戦うが、共に戦死した。紀元前43年8月、オクタウィアヌスは軍をローマに向かわせ、正規執政官二人が4月に戦死していたこともあり、自身が補充執政官（コンスル・スフェクトゥス）に就任し、ペディウスも補充執政官となった（第二回三頭政治が開始されると両者共に退任、再度補充執政官が選ばれた）。この職権をもって、ペディウスはカエサルの暗殺者とそれに関わった人物を罰する「ペディウス法」を制定し、アントニウスとレピドゥスに対する国家の敵宣言を無効とした。また自分の部下といとこをアントニウスの下に派遣している。
これをきっかけにアントニウスとレピドゥスはオクタウィアヌスと和解し、第二回三頭政治が開始される。ペディウスは、大量の殺害が行われることを恐れ（紀元前82年のスッラの際には反スッラ派9000名が殺害されていた）、プロスクリプティオ（国家の敵）リストを17人に限り公開した。三頭政治の真の意図を知らなかったペディウスは、これが唯一のリストであると宣言した。しかし、その後直ぐにペディウスは死亡した。アッピアノスによれば、彼は一晩中虐殺の始まりを恐れる市民達に前触れを行い、そのために過労死したという。実際にはプロスクリプティオには2,000人が記載され、その多くが殺害された。

## 家族
ペディウスはウァレリウス・メッサッラ家の女性と結婚していた。おそらく、彼の息子は紀元前41年の記録にある、同名の財務官（クァエストル）である。

## 参考資料

### 古代の資料
- アッピアノス『ローマ史』
- ウェッレイウス・パテルクルス『ローマ世界の歴史』
- カッシウス・ディオ『ローマ史』
- ガイウス・ユリウス・カエサル『内乱記』
- ガイウス・プリニウス・セクンドゥス『博物誌』
- ガイウス・スエトニウス・トランクィッルス『皇帝伝』
- マルクス・トゥッリウス・キケロ『アッティクスへの手紙』
- マルクス・トゥッリウス・キケロ『グナエウス・プランキウスに対する弁護』

- カピトリヌスのファスティ

### 研究書
- Broughton T. "Magistrates of the Roman Republic" - New York, 1952. - Vol. II.
- Münzer F. "Pedius" // RE. - 1937. - T. XIX, 1
- Münzer F. "Pedius 1" // RE. - 1937. - T. XIX, 1
- Münzer F. "Pedius 2" // RE. - 1937. - T. XIX, 1